# Schwarzbach (Brandenburgia)
Schwarzbach (górnołuż. Čorna Woda) – gmina w Niemczech w kraju związkowym Brandenburgia, w powiecie Oberspreewald-Lausitz, w krainie Górne Łużyce,  wchodzi w skład urzędu Ruhland.